# SN 2005Z
SN 2005Z – supernowa typu II odkryta 31 stycznia 2005 roku w galaktyce NGC 3363. W momencie odkrycia miała maksymalną jasność 16,70m.